# Quận Sonoma, California
Quận Sonoma là một quận trong tiểu bang California, Hoa Kỳ. Quận lỵ đóng tại thành phố Santa Rosa2, đây cũng là thành phố lớn nhất quận. Theo Cục điều tra dân số Hoa Kỳ, dân số năm 2000 của quận này là 458.614 người 2.
Quận Sonoma nằm trên bờ biển phía bắc của California, là một trong những quận phía bắc của Khu vực vịnh San Francisco, theo Cục điều tra dân số của Mỹ vào tháng 7 năm 2008 ước tính dân số quận này là 466.741 người. 